# Заострённый щелкун
Заострённый щелкун (лат. Agriotes acuminatus) — вид щелкунов из подсемейства Agrypninae.

## Распространение
Распространён в Центральной и Северной Европе. На территории бывшего СССР населяет западную лесостепь Украины и Закарпатье.

## Описание

### Проволочники
Проволочник в длину достигает до 13,5 мм.
Задняя лопасть лобной пластинки на вершине тупо округлена. Наружная пара продольных бороздок на каудальном сегменте только в два раза превышает длину ямок, средняя пара бороздок почти достигает середины длины сегмента.

## Экология
Проволочники живут в почве под пологом древесно-кустарниковой растительности.